# Monuments historiques im Département Seine-Saint-Denis

Logo Monument historique

Im Département Seine-Saint-Denis gab es zum 1. Juli 2019 insgesamt 76 Bauwerke, die als Ganzes oder teilweise (nur Fassade, Glockenturm einer Kirche oder Portal usw.) als Monument historique auf der Denkmalliste standen.
Von den 40 Gemeinden im Département Seine-Saint-Denis besitzen 31 mindestens ein Monument historique und in neun Gemeinden gibt es kein Monument historique. 
Die Einstufung beweglicher Objekte als Monument historique, wie zum Beispiel Skulpturen (siehe: Kategorie:Monument historique (Skulptur)), Kirchenfenster (siehe: Kategorie:Monument historique (Glasmalerei)), Taufbecken (siehe: Kategorie:Monument historique (Taufbecken)) und andere sind hier nicht berücksichtigt.